# Massacro del Pottawatomie
Il massacro del Pottawatomie avvenne in Kansas, negli Stati Uniti, nella notte tra il 24 ed il 25 maggio 1856, in un periodo di scontri tra militanti favorevoli alla schiavitù e militanti abolizionisti.
Dopo il saccheggio di Lawrence, avvenuto ad opera dei pro-schiavitù, John Brown, un attivista contro la schiavitù, ed un gruppo di coloni abolizionisti (alcuni dei membri dei Pottawatomie Rifles) uccisero cinque coloni a nord del Pottawatomie Creek nella contea di Franklin.
Fu uno dei molti sanguinosi episodi avvenuti in Kansas prima della guerra civile americana, divenuti noti come Bleeding Kansas (Kansas sanguinante). Il Bleeding Kansas fu dovuto in gran parte al compromesso del Missouri ed al Kansas-Nebraska Act.

## Contesto storico
John Brown fu particolarmente influenzato dal saccheggio di Lawrence, nel quale un gruppo guidato dallo sceriffo distrusse le redazioni di due giornali abolizionisti, il Free State Hotel e la casa di Charles Robinson, comandante in capo della milizia e capo del governo abolizionista. Un giudice della contea di Douglas aveva ordinato l'abbattimento dell'hotel perché "era stato usato come una fortezza" ed un "arsenale" nell'inverno precedente ed il "sedizioso" giornale era stato incriminato perché "esortava il popolo a resistere ad ogni legge approvata" dal governatore territoriale.
La violenza contro gli abolizionisti fu accompagnata da celebrazioni sulla stampa schiavista, con giornalisti come John H. Stringfellow dello Squatter Sovereign che sosteneva che le milizie schiaviste "erano determinate a respingere questa invasione settentrionale ed a rendere il Kansas uno Stato schiavista; anche se i nostri fiumi saranno pieni del sangue delle loro vittime e le carcasse degli abolizionisti saranno tanto numerose da portare malattie ed epidemie, non verremo scoraggiati."
Brown si infuriò per la violenza delle milizie pro-schiavismo e da quello che vide come una reazione debole degli anti-schiavisti e dei coloni abolizionisti, che descrisse come codardi o peggio. Inoltre due giorni prima del massacro Brown venne a sapere della bastonatura dell'abolizionista Charles Sumner da parte di Preston Brooks nell'edificio del Congresso.

## Attacco
(Raimondo Luraghi Storia della guerra civile americana BUR 1994 Vol. I, pag. 135)
Fu organizzata una compagnia di Free State (abolizionisti) guidata da John Brown Jr., a cui si unì una compagnia di Osawatomie. Il mattino del 22 maggio 1856 seppero del saccheggio di Lawrence e dell'arresto di Deitzler, Brown e Jenkins. Proseguirono comunque la marcia su Lawrence, non sapendo se il loro aiuto era ancora necessario, e si accamparono la notte nei pressi dell'Ottawa Creek. Rimasero nelle vicinanze fino al pomeriggio del 23 maggio quando decisero di tornare a casa.
Il 23 maggio John Brown Sr. reclutò un gruppo per una spedizione privata. Il capitano John Brown Jr. obiettò al fatto che lasciassero la compagnia, ma capendo che il padre era ostinato accettò la proposta, dicendogli di "non fare niente di esagerato". La compagnia era composta da John Brown, quattro dei suoi figli (Frederick, Owen, Salmon ed Oliver), Thomas Weiner e James Townsley, che fu convinto da John a trasportare nel proprio carro la comitiva fino a destinazione.
Si accamparono quella notte tra due gole profonde sul limitare del bosco poco a destra della strada principale. Rimasero nascosti fino alla sera del 24 maggio. Al calare del buio il gruppo partì per la "spedizione segreta". Quella sera tardi si recarono a casa di James P. Doyle, ordinando a lui ed ai due figli adulti William e Drury (ex cacciatori di schiavi) di andare con loro come prigionieri. Il figlio sedicenne di Doyle, John, non membro del gruppo schiavista Law and Order Party, fu risparmiato su richiesta della madre. I tre uomini furono scortati nella notte, dove Owen Brown ed uno dei suoi fratelli li uccisero con degli spadoni. John Brown Sr. non partecipò all'accoltellamento, ma sparò un colpo alla testa a James Doyle quando era già a terra per assicurarsi che fosse morto.
Brown e la sua banda si recarono poi a casa di Allen Wilkinson, ordinandogli di uscire. Fu sfregiato e pugnalato a morte da Henry Thompson e Theodore Winer, forse con l'aiuto dei figli di Brown. Da qui attraversarono il Pottawatomie e poco dopo mezzanotte giunsero alla capanna di James Harris. Harris aveva tre ospiti: John S. Wightman, Jerome Glanville e William Sherman, fratello di Henry Sherman ("Dutch Henry"), un militante attivista pro-schiavismo. Glanville e Harris furono portati fuori per essere interrogati e gli fu chiesto se avessero minacciato dei coloni Free State, aiutato i Border Ruffian del Missouri o se avessero partecipato al saccheggio di Lawrence. Soddisfatti delle loro risposte gli uomini di Brown permisero a Glanville e Harris di fare ritorno a casa. William Sherman fu condotto sulla riva del fiume e trafitto con la spada da Winer, Thompson e dai figli di Brown.
Avendo scoperto alla capanna di Harris che "Dutch Henry", il principale obiettivo della spedizione, era lontano da casa nelle praterie, terminarono la spedizione e tornarono alla gola dove si erano accampati. Si riunirono alla compagnia Osawatomie la notte del 25 maggio. Nei due anni che precedettero il massacro c'erano stati otto omicidi nel territorio del Kansas legati alle politiche schiaviste, ma nessuno nei pressi del massacro. Brown uccise cinque persone in una sola notte ed il massacro fu la scintilla che fece scoppiare il periodo più sanguinoso noto come Bleeding Kansas, tre mesi di faide e battaglie in cui morirono 29 persone.

## Discussione sul ruolo di Brown e sulle motivazioni
Nel territorio del Kansas il coinvolgimento di Brown nel massacro non fu un segreto. Un comitato del Congresso statunitense investigò i problemi e identificò Brown come il capo della spedizione. Nonostante questo, dopo l'assalto di John Brown a Harpers Ferry la stampa abolizionista ne negò il coinvolgimento. L'autore della prima biografia di Brown (James Redpath, un giornalista che fu soprattutto un propagandista) negò la sua presenza negli omicidi. Solo dopo la dichiarazione del 1879 di James Townsley (che disse di essere stato obbligato da Brown a partecipare) costrinsero i sostenitori di Brown ad ammettere la verità. Da allora cercarono di giustificare il massacro.
Le giustificazioni andavano dalle provocazioni delle vittime alla vendetta per il fatto che avevano impiccato un free-state, dall'assassinio di un fratello di Brown all'omicidio di uno dei suoi figli o all'arresto di un altro, dall'incendio di un insediamento di free-state agli oltraggi subiti dalla moglie e dalle figlie di Brown. Queste scuse furono smentite ad una ad una: non ci fu nessuna impiccagione. Nonostante un uomo di nome Reese P. Brown fosse stato vittima di violenze il 19 gennaio 1856, non era parente di John Brown. La morte del figlio di Brown, l'arresto dell'altro e l'incendio di Osawatomie furono tutti in risposta (e non antecedenti) al massacro. La moglie e le figlie di Brown non entrarono mai in Kansas.
Alla fine i sostenitori di Brown ammisero che il massacro era la risposta alle minacce di violenza dei pro-schiavisti. Considerando queste minacce come la causa scatenante del massacro Charles Robinson (free-state e primo governatore del Kansas) disse: "Quando si seppe che tali minacce erano come un sacco di mirtilli a giugno, da entrambe le parti, in tutto il territorio, ed erano considerate di nessuna importanza, non fu più possibile giustificare il massacro, minacce o meno... Se avessimo dovuto uccidere tutti coloro che in Kansas avevano fatto delle minacce non ci sarebbe più stata gente per seppellire i morti".
John Brown fu evasivo riguardo al suo ruolo nel massacro, anche dopo che fu condannato all'impiccagione per quanto fatto a Harpers Ferry e gli fu chiesto dell'incidente. Si dice che Brown abbia avvertito il gruppo partecipante dell'obiettivo della missione; secondo James Townsley, Brown agì per "spargere terrore nel cuore del partito pro-schiavisti".